# Julian Ovenden
Julian Mark Ovenden, född 29 november 1976 i Sheffield, är en brittisk skådespelare och sångare. Han har medverkat på Broadway- och West End-scener, i TV-serier i både Storbritannien och USA, i filmer och uppträtt internationellt som konsert- och inspelningsartist.

## Bakgrund
Ovenden föddes den 29 november 1976 i Sheffield i South Yorkshire. Han var ett av tre barn till kyrkoherden John Ovenden, en före detta kaplan hos drottning Elizabeth II. Han sjöng i Sankt Paulskatedralens kör i London som barn. Han vann senare ett musikstipendium till Eton College., varefter han läste musik vid New College, Oxford på ett körstipendium.
Samtidigt som han utbildade sig till operasångare, har han professionellt använt sin musikutbildning inom musikteater. Han fortsatte sina akademiska studier i drama vid Webber Douglas Academy of Dramatic Art.

## Karriär
Julian Ovendens teaterarbete inkluderar de flerfaldigt prisbelönta musikalerna Merrily We Roll Along och Grand Hotel för Michael Grandage på Donmar Warehouse; Annie Get Your Gun för Richard Jones på The Young Vic; Michel Legrands Marguerite på Haymarket för Jonathan Kent; Kung Lear för Yukio Ninagawa vid RSC; Butley på Booth Theatre på Broadway mot Nathan Lane; Death Takes a Holiday  för The Roundabout Theatre Company i New York; A Woman of No Importance för Adrian Noble på Haymarket; Finding Neverland för The Weinstein Company; Parispremiären av Sunday in the Park with George; Teaterbåten vid Lincoln Center i New York; My Night with Reg på Donmar Warehouse; Ivo van Hoves All About Eve på Noël Coward Theatre mot Gillian Anderson; och South Pacific på Chichester Festival Theatre.
Ovenden har också sjungit musikteatersånger i flera av Promskonserterna, särskilt konserter av Stephen Sondheim och av Rodgers och Hammerstein. År 2015 spelade han kapten Georg von Trapp i ITV:s livemusikversion av Sound of Music.
Ovenden dök först upp på brittisk TV i en återkommande roll under fem säsonger av Foyle's War mot Michael Kitchen. Han medverkade också i två säsonger av Downton Abbey. Andra brittiska TV-produktioner inkluderar Forsytesagan, Any Human Heart och The Royal. På amerikansk TV var Ovenden en återkommande skådespelare i Person of Interest (Jeremy Lambert) i tre år. Han har också medverkat i säsonger av Cashmere Mafia, Related och SMASH. Nyligen har han porträtterat Robert F. Kennedy i The Crown och spelar huvudrollen som Guillaume de Nogaret i Knightfall.
Bland Ovendens filmer kan nämnas Colonia med Emma Watson och Daniel Brühl, Bekännelserna med Daniel Auteuil, Toni Servillo och Connie Nielsen och den brittiska indiekrigsfilmen Allies (kapten Gabriel Jackson).
Som solosångare har Ovenden framträtt med många av världens ledande orkestrar, inklusive New York Philharmonic, New York Pops, The Northern Sinfonia, Liverpool Philharmonic, Royal Philharmonic Orchestra, London Philharmonic Orchestra, John Wilson Orchestra, Concertgebouworkestern och BBC Concert Orchestra. Han har också uppträtt på The Proms i Londons Royal Albert Hall, där han är en regelbunden återkommande artist. Ovenden gjorde sin debut i Carnegie Hall 2014 och följde upp den med ytterligare en konsert 2015.
5 januari 2025 medverkade Ovenden som soloartist i Sveriges Televisions inspelning av Trettondagskonserten i Konserthuset i Stockholm med Kungliga Filharmonikerna ledda av den engelske dirigenten John Wilson.
Ovenden spelade in ett debutalbum för Decca Records 2013 med titeln If You Stay och har sedan dess gjort en Rodgers och Hammerstein-skiva med John Wilson för Warner Classics och en Downton Abbey julskiva för Warner Music som sålde dubbel platina. I slutet av 2015 skrev han på ett skivkontrakt med East West Records och hans nya album släpptes i februari 2016.

## Privatliv
Ovenden är gift med operasångerskan Kate Royal och paret har en son och en dotter.

## Diskografi

### Album
- Rodgers & Hammerstein at the Movies (2012) (med John Wilson Orchestra och andra artister)[39]
- If You Stay (2013)[35]
- Christmas at Downton Abbey (2014) (med andra artister)[40]
- Be My Love (2016)[41]
- Together at a Distance (2021) (med Sierra Boggess)[42]

## Verklista

### Filmer
| År   | Titel                                  | Roll                   |
| ---- | -------------------------------------- | ---------------------- |
| 2010 | 1st Night                              | Tom Chambers           |
| 2014 | Allies                                 | Kapten Gabriel Jackson |
| 2015 | Colonia                                | Roman Breuer           |
| 2015 | The Sound of Music Live                | Georg von Trapp        |
| 2016 | The Confessions                        | Matthew Price          |
| 2018 | Made in Italy                          | Gordon                 |
| 2018 | Head Full of Honey                     | Serge                  |
| 2018 | Surviving Christmas with the Relatives | Dan                    |
| 2022 | The People We Hate at the Wedding      | Alcott                 |
| 2022 | The Lost Girls                         | Clayton                |

### Television
| År        | Titel                                        | Roll                   | Notering                     |
| --------- | -------------------------------------------- | ---------------------- | ---------------------------- |
| 2002      | Come Together                                | Matt                   | Television film              |
| 2002–2003 | The Forsyte Saga                             | Val Dartie             | 6 episoder                   |
| 2002–2008 | Foyle's War                                  | Andrew Foyle           | 6 episoder                   |
| 2003–2004 | The Royal                                    | Dr David Cheriton      | Huvudroll (serie 1–3)        |
| 2004      | A Christmas Carol                            | Fred Anderson          | Televisionsfilm              |
| 2005      | Agatha Christie's Poirot                     | Michael Shane          | Episod: "After the Funeral"  |
| 2005–2006 | Related                                      | Jason Greenstein       | 13 episoder                  |
| 2006      | Charmed                                      | Novak                  | Episod: "12 Angry Zen"       |
| 2008      | Cashmere Mafia                               | Eric Burden            | Huvudroll                    |
| 2010      | Any Human Heart                              | Ernest Hemingway       | Miniserie; 3 episoder        |
| 2011      | Midsomer Murders                             | Ben Viviani            | Episod: "Dark Secrets"       |
| 2013      | Smash                                        | Simon                  | 4 episoder                   |
| 2013–2014 | Downton Abbey                                | Charles Blake          | 9 episoder                   |
| 2014      | The Assets                                   | Gary Grimes            | Miniserie; 5 episoder        |
| 2014      | Cosmos: A Spacetime Odyssey                  | Michael Faraday (röst) | Episode: "The Electric Boy"  |
| 2014–2016 | Person of Interest                           | Jeremy Lambert         | 7 episoder                   |
| 2015      | Tim Rice: A Life In Song                     | Featured Solo Singer   |                              |
| 2016      | Mord i paradiset                             | Dan Hagen              | Episod: "The Complex Murder" |
| 2016      | Major Crimes                                 | Peter Ogden            | Episod: "Tourist Trap"       |
| 2017      | The Crown                                    | Bobby Kennedy          | Episod: "Dear Mrs. Kennedy"  |
| 2017–2019 | Knightfall                                   | William de Nogaret     | Huvudroll                    |
| 2020      | Bridgerton                                   | Henry Granville        | 5 episoder                   |
| 2020      | Adult Material                               | Tom Pain               |                              |
| 2020      | Royal British Legion Festival of Remembrance | Sig själv              |                              |
| 2024      | Trigger Point                                | Commander John Francis | 6 episoder                   |